# Stephen Miller

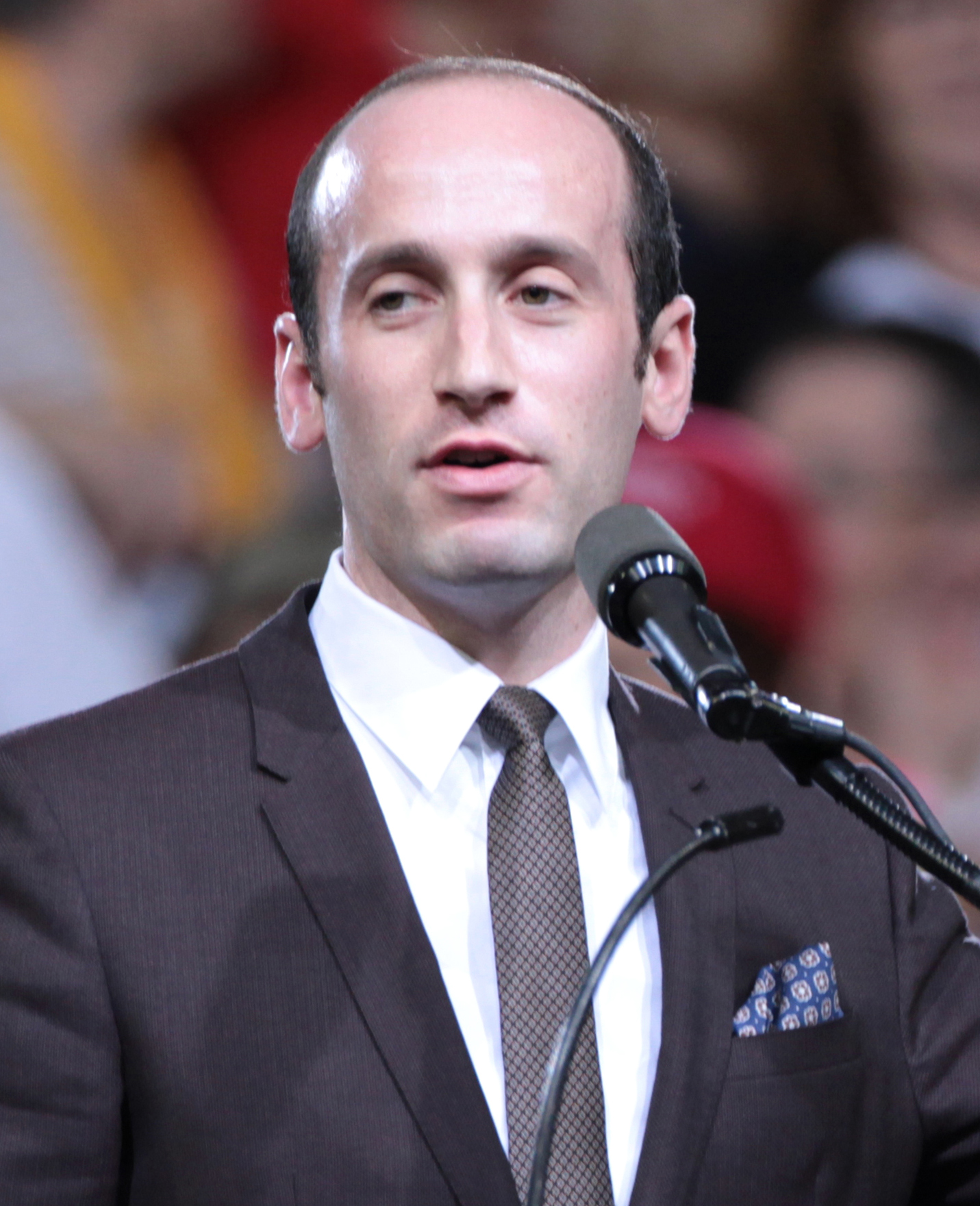
Stephen Miller (2016)

Stephen Miller (Santa Monica, Californië, 23 augustus 1985) is een Amerikaanse communicatieadviseur en speechschrijver en was van 20 januari 2017 tot 20 januari 2021 senior beleidsadviseur van toenmalige president Donald Trump. Sinds 20 januari 2025 is hij Raadgever voor Binnenlandse Veiligheid in het kabinet-Trump II.
Vanaf het aantreden van president Trump was Miller staflid communicatie van het Witte Huis en de speechschrijver van de president. Onder meer de "American Carnage"-installatietoespraak in januari 2017 en de "If necessary, we will totally destroy North Korea"-toespraak in de Algemene Vergadering van de Verenigde Naties in september 2017 waren van zijn hand. Miller speelde een belangrijke rol bij de totstandkoming van Executive Order 13769, een decreet dat onder meer immigratie uit verschillende landen uit het Midden-Oosten aan banden legt en was een sleutelfiguur binnen Trumps immigratiebeleid. Eerder was hij directeur communicatie van toenmalig senator Jeff Sessions.
Miller trad medio februari 2017 landelijk op de voorgrond in een serie tv-uitzendingen waarin hij Trumps inreisverbod verdedigde, en de bevoegdheid van de rechterlijke macht om het door de uitvoerende macht uitgestippelde immigratiebeleid te beperken in twijfel trok. Miller wordt gezien als ideologisch verwant aan voormalig chef-strateeg Steve Bannon, met wie hij al jarenlang zegt samen te werken. 

## Afkomst, opleiding en activisme
Miller groeide op in een liberaal Joods gezin in Santa Monica, Californië. Hij is de tweede van drie kinderen van vastgoedondernemer Michael D. Miller en Miriam Glosser.
Hij werd een toegewijde conservatief na het lezen van Guns, Crime, and Freedom, een boek van National Rifle Association-CEO Wayne LaPierre. In zijn tijd als leerling van Santa Monica High School leverde hij zijn eerste bijdragen aan conservatieve radiozenders. In 2002, Miller was toen 16, schreef hij een brief aan de redactie van de "Santa Monica Outlook", waarin hij de pacifistische respons van zijn school op de aanslagen van 11 september bekritiseerde. Hij stelde daarin dat Osama bin Laden zich zeer welkom zou voelen op Santa Monica High School. Miller nodigde de conservatieve activist David Horowitz uit om te spreken, eerst op Santa Monica High, en later op Duke University. Geen van beide instellingen stond de spreekbeurt toe, en Miller verklaarde publiekelijk dat ze daar geen geldige reden voor hadden. Miller had de gewoonte om "zijn klasgenoten te jennen met controversiële uitspraken", en om Latijns-Amerikaanse studenten voor te houden dat ze uitsluitend Engels dienden te spreken.
In 2007 behaalde Miller zijn bachelorgraad aan Duke University, waar hij politicologie studeerde. 
Hij was voorzitter van de Duke-afdeling van Horowitz's Students for Academic Freedom, en schreef conservatief getinte columns voor de schoolkrant. In 2006 trok hij landelijke aandacht met zijn verdediging van drie Duke-studenten die ten onrechte werden beschuldigd van verkrachting (de z.g. Duke-lacrosse-zaak).
Tijdens zijn Duke-tijd hielpen Miller en de Duke Conservative Union medelid Richard Spencer, toentertijd student op Duke, met het inzamelen van geld voor en de promotie van een debat over immigratiebeleid in 2007 tussen Open grenzen-activist prof. Peter Laufer en de journalist Peter Brimelow, de stichter van de anti-immigratiewebsite VDARE.
Spencer zou later een belangrijke figuur worden in de White Supremacist-beweging en president van het National Policy Institute. Spencer beweerde in een interview met de media dat hij op Duke veel tijd aan Miller had besteed en dat hij zijn mentor was geweest. In een latere blog beweerde hij dat de intensiteit van de relatie was overdreven.
Miller zegt dat hij absoluut geen relatie met de heer Spencer heeft en dat hij zijn denkbeelden volledig verwerpt, en dat zijn beweringen 100 procent vals zijn. Een jaargenoot van Miller en Spencer op Duke sprak het mentorschap tegen.

## Carrière
Na zijn studies werkte Miller als perswoordvoerder voor de Republikeinse Congresleden Michele Bachmann en John Shadegg. In 2009 trad hij in dienst van toenmalig senator van Alabama en toekomstig minister van Justitie Jeff Sessions, die hem bevorderde tot directeur communicatie.
Hij speelde in 2013 een belangrijke rol in het onschadelijk maken van het initiatiefwetsontwerp voor hervorming van het immigratie-compromis van de Bende van Acht, te weten 4 Democratische en 4 Republikeinse senatoren. Het wetsontwerp kreeg overigens niet het fiat van het Huis van Afgevaardigden. Miller schreef de meeste toespraken die senator Sessions over het wetsontwerp gaf.
Miller en Sessions ontwikkelden een concept, dat Miller beschrijft als "natiestaat populisme", een antwoord op globalisering en immigratie, dat van sterke invloed zou zijn op de presidentiële campagne van Donald Trump in 2016. In januari sloot hij zich als senior politiek adviseur aan bij de Trump-campagne. Ingaande maart sprak hij regelmatig als "opwarm-act", voorafgaande aan de toespraak van Trump himself.
Hij schreef ook de toespraak die Trump hield op de Republikeinse Nationale Conventie van 2016. In augustus van dat jaar werd hij benoemd tot hoofd van Trumps team voor economisch beleid.

### Regering-Trump
In november 2016 werd Miller benoemd tot nationaal beleidsdirecteur van Trumps transitieteam. Op 13 december 2016 maakte het transitieteam bekend dat Miller senior beleidsadviseur van de president ("Senior Advisor to the President") zou worden. In de eerste dagen van het nieuwe presidentschap werkte Miller samen met senator en beoogde minister van Justitie Jeff Sessions en Trumps chef-strateeg Steve Bannon aan beleidsmaatregelen om immigratie te beperken en op te treden tegen gemeentelijke toevluchtsoorden.
Miller en Bannon waren betrokken bij het opstellen van Executive Order 1376, een decreet dat reizen en migratie naar de VS vanuit zeven islamitische landen beperkte, het terugkeerprogramma (USRAP) voor 120 dagen opschortte en Syriërs voor onbepaalde tijd de toegang tot de V.S. ontzegde. In februari 2017 bekritiseerde Miller op CBS Face the Nation de federale rechtbanken over het blokkeren van Trumps inreisverbod, door de rechterlijke macht ervan te beschuldigen veel te veel macht te hebben gegrepen en in vele gevallen een hogere overheidsinstantie te zijn geworden. "Onze tegenstanders, de media en de hele wereld zullen spoedig zien als we onze acties voortzetten, dat het vermogen van de president om ons land te beschermen heel substantieel is en niet ter discussie staat."
Deze beweringen werden door tal van staatsrechtgeleerden bekritiseerd, omdat Miller hiermee blijk gaf van een onrustbarende negatie van de in de grondwet verankerde scheiding der machten. In hetzelfde programma deed Miller niet-onderbouwde beschuldigingen dat op grote schaal stembusfraude had plaatsgevonden bij de presidentsverkiezingen in 2016 en dat duizenden illegale kiezers per bus waren aangevoerd in New Hampshire. Voor deze beweringen voerde hij geen enkel bewijs aan.
In augustus raakte Miller verwikkeld in een hoogoplopende publieke discussie over de voortdurende steun van de regering-Trump voor het RAISE-wetsontwerp, dat legale immigratie fors beperkt en immigranten die de Engelse taal beheersen sterk bevoordeelt.
CNN's Jim Acosta wees hem erop dat dit beleid in strijd is met de Amerikaanse traditie, waarin immigranten onvoorwaardelijk worden verwelkomd en die wordt gesymboliseerd door het Vrijheidsbeeld (New York).
Miller reageerde dat immigratie gedurende de geschiedenis van de V.S. afwisselend was toegenomen en gedaald. Zijn vervolgvraag was hoeveel immigranten jaarlijks opgenomen moesten worden om te voldoen aan de wet van het Land van het Vrijheidsbeeld.
Acosta’s tegenvraag: "Gaan we alleen nog maar mensen uit Groot-Brittannië en Australië toelaten?" Miller: "Ik ben geschokt door uw suggestie dat alleen mensen uit die landen de Engelse taal zouden beheersen. Die onthult uw kosmopolitische vooroordeel in ontstellende mate."
Politico-redacteur Jeff Greenfield merkte op dat "kosmopolitisch" historisch gezien als codewoord voor Joden werd gebruikt. Acosta voegde nog toe, dat het klinkt alsof u probeert de racistische en etnische golf in onze bevolking op te poken. Miller betitelde deze bewering van Acosta als schandelijk, beledigend, onwetend en dwaas, maar excuseerde zich later voor de toon van het debat.
In september 2017 berichtte de New York Times dat Miller een publicatie van het ministerie van Volksgezondheid tegenhield, die concludeerde dat vluchtelingen een netto positief effect op de overheidsinkomsten leveren.
Hij stond erop dat alleen de kosten van de vluchtelingen werden gepubliceerd, niet de inkomsten die zij opbrengen.
Miller maakte bij tal van gelegenheden valse dan wel niet-onderbouwde claims over verkiezingsfraude.
Op 7 januari 2018 figureerde Miller in Jake Tappers State of the Union op CNN. Hij noemde Steve Bannons commentaar op de Trump Tower-ontmoeting in het boek Fire and Fury van Michael Wolff "grotesk". Hij vervolgde met "de president is een politiek genie. Hij haalde de Bush-dynastie neer. Hij haalde de Clinton-dynastie neer. En hij haalde het hele media-bastion neer". Tapper beschuldigde Miller ervan dat hij vragen ontweek, terwijl Miller de legitimiteit van CNN als nieuwszender ter discussie stelde. Toen het interview steeds onaangenamer werd, maakte Tapper er een eind aan en ging hij verder met een ander nieuwsitem. Volgens anonieme bronnen weigerde Miller vervolgens de CNN-studio te verlaten en moest hij door veiligheidsmensen naar buiten worden geleid.
In Wolffs boek wordt Miller beschreven als "een vijfenvijftig jaar oude man gevangen in een lijf van een tweeëndertig-jarige"; Wolff noteerde verder "meer nog dan een extreem-rechts conservatief te zijn, was het onduidelijk uit welke particuliere capaciteiten Millers inzichten voortspruiten. Hij werd verondersteld een speechschrijver te zijn, maar als dat zo is, lijkt hij zich te moeten beperken tot een aantal speerpunten. Het formuleren van goede zinnen gaat hem niet goed af. Hij zou beleidsadviseur zijn, maar hij weet weinig van beleid. Hij moest de "huis-intellectueel" zijn, maar bleek militant onbelezen. Hij werd verondersteld een communicatie-specialist te zijn, maar hij bleek zich tegenover bijna iedereen op te stellen."
In mei 2018 werd gemeld dat Miller een controversiële vergadering bijwoonde met Joel Zamel, CEO van Wikistrat, Georg Nader, Erik Prince en Donald Trump jr. op 3 augustus 2016.
Miller wordt beschouwd als de voornaamste architect van het nultolerantiebeleid van het kabinet-Trump I om kinderen van hun ouders te scheiden, zodra zij de Amerikaanse grens overschrijden. Als argument voerde hij aan dat een dergelijk beleid migranten zou afschrikken om naar de Verenigde Staten te komen. Nadat Miller over het onderwerp een interview had gegeven aan de Times, vroeg het Witte Huis Times om bepaalde fragmenten niet te publiceren op hun podcast The Daily. De Times willigde het verzoek van het Witte Huis in.
- Gemeinsame Normdatei: 1124574778
- Library of Congress Control Number: no2020115725
- Virtual International Authority File: 86148631511430412691